# Hermeus
Hermeus Corporation — американская стартап-компания из Атланты, штат Джорджия, занимается разработкой коммерческих гиперзвуковых самолётов. Миссия компании — радикально ускорить воздушные перевозки за счёт разработки нескольких моделей инновационных самолётов двойного назначения (гражданского и военного), способных развивать скорость 4+ маха.

## Продукция

### Chimera
Chimera (с англ. — «Химера») — двигатель с комбинированным циклом на основе турбины, приводящий в движение БПЛА Quarterhorse. На малых скоростях двигатель работает в турбореактивном режиме. По мере увеличения температуры и скорости поступающего воздуха Chimera использует предварительный охладитель для снижения температуры воздуха, поступающего в турбореактивный двигатель, что позволяет двигателю получить дополнительную мощность перед переключением в режим прямоточного воздушно-реактивного двигателя. Возможность «перехода» между этими двумя режимами позволяет Quarterhorse взлетать с обычной взлётно-посадочной полосы, а затем разгоняться до высоких скоростей Маха.
17 ноября 2022 года компания Hermeus объявила, что продемонстрировала переход во время испытаний в лаборатории турбомашинного оборудования в Нотр-Дам. Hermeus спроектировала, построила и испытала инновационный двигатель Chimera за 21 месяц всего за 18 миллионов долларов.

### Quarterhorse
Первым самолётом Hermeus станет многоразовый гиперзвуковой БПЛА Quarterhorse. Цель проекта Quarterhorse — проверить в полёте свой запатентованный двигатель Chimera и достичь скорости 4+ маха, побив рекорд скорости полёта, установленный самолётом SR-71, а также создать самый быстрый воздушно-реактивный («не ракетный») пилотируемый самолёт.
Планируется, что Quarterhorse отправится в полёт в 2024 году.

### Darkhorse
Darkhorse — многоразовый многоцелевой гиперзвуковой БПЛА, предназначенный для оборонных и разведывательных заказчиков.
В декабре 2022 года компания Hermeus выбрала турбовентиляторный двигатель Pratt & Whitney F100 в качестве турбинной части Chimera II, двигателя, который будет приводить в действие Darkhorse.
Darkhorse готовится к испытаниям двигателя в 2025 году.

### Halcyon
Halcyon — пассажирский самолёт, способный преодолевать более 125 трансокеанских маршрутов на гиперзвуковых скоростях с дальностью полёта 4600 миль (7400 км).
В августе 2020 года Hermeus получила контракт на 1,5 миллиона долларов от ВВС США на разработку предлагаемого ими самолёта, который в будущем войдёт в состав президентского флота США и будет служить ему в качестве возможного Air Force One.